# Aplysia argus
Espèce
Aplysia argus est une espèce de mollusques gastéropodes de la famille des Aplysiidae.

## Description
Cette espèce a longtemps été confondue avec Aplysia dactylomela (qui vit dans l'Atlantique), car elles sont morphologiquement parfaitement identiques, cependant les études génétiques ont prouvé que cette forme Indo-Pacifique était bel et bien une espèce distincte. 